# Kruty (Nizhyn)
Kruty (ucraniano: Кру́ти) es un municipio rural de Ucrania perteneciente al raión de Nizhyn de la óblast de Chernígov.
En 2020, el territorio del actual municipio tenía una población de unos tres mil quinientos habitantes, de los que unos mil trescientos vivían en el propio pueblo de Kruty y el resto repartidos en trece pedanías. El municipio se formó en 2020 mediante la fusión de los consejos rurales de Kruty (con las pedanías Baklánove, Dibrova y Poliana), Burkivka, Perebudova (con las pedanías Valéntiyiv y Pochéchyne), Ómbysh, Pechi (con la pedanía Pámyatne) y Joroshe Ózero (con las pedanías Oster y Ukrayinka). Hasta 2020, los últimos tres consejos rurales mencionados pertenecían al raión de Borzná, mientras que los tres primeros ya estaban en el raión de Nizhyn.
Fue fundado a mediados del siglo XVII como dos pequeñas aldeas dependientes de Nizhyn. Fue una pequeña localidad rural durante varios siglos, hasta que se hizo famosa en 1918 por albergar en sus alrededores la batalla de Kruty, donde la República Popular Ucraniana logró frenar el avance de los comunistas hacia Kiev, consiguiendo firmar así su tratado en Brest-Litovsk con las Potencias Centrales.
Se ubica unos 20 km al este de Nizhyn, sobre la carretera T2514.